# Saral (militaire)
Pour les articles homonymes, voir Saral.
 (février 2015).
Si vous disposez d'ouvrages ou d'articles de référence ou si vous connaissez des sites web de qualité traitant du thème abordé ici, merci de compléter l'article en donnant les références utiles à sa vérifiabilité et en les liant à la section « Notes et références ».
Saral (mongol : ᠰᠠᠷᠠᠭᠤᠯ, cyrillique : Саруул, MNS : Saruul, littéralement : gris ; translittération en 萨赖尔 / 薩賴爾, sàlàiěr ou 萨拉尔 / 薩拉爾, sàlāěr), mort en 1760 était un mongol, Oïrat Dzoungar, de la bannière jaune (une des Huit Bannières de l'empereur de la dynastie Qing) sous l'empereur Qianlong.
Il fut un vice-général tardif, il participa à la pacification de la frontière. On lui donna l'épithète Chaoyong (plus précisément 一等超勇公, yīděng chāoyǒng gōng, « surpassant et brave de premier rang ») et trésorier senior de la garde impériale.